# Mustela altaica altaica
Mustela altaica altaica es una subespecie de  mamíferos carnívoros  de la familia Mustelidae subfamilia Mustelinae.

## Distribución geográfica
Se encuentran en Asia: macizo de Altái.